# Версії Windows 8
Було випущено чотири види Windows 8 з різними наборами функцій. Версії отримали такі назви як: Core, Pro, Enterprise і RT. Існують також версії ОС, назви яких були змінені з юридичних або маркетингових причин.

## Версії
Windows 8
Windows 8 (також іноді іменується Windows 8 (Core), щоб відрізнити від самої ОС) є базовим випуском Windows для архітектур IA-32 і x64. Ця версія містить функції, що спрямовані на сегмент внутрішнього ринку, і надає всі основні нові можливості Windows 8.
Windows 8 Pro
Windows 8 Pro можна порівняти з Windows 7 Professional і Ultimate і націлена на ентузіастів та бізнес-користувачів; він включає всі можливості Windows 8. Додаткові функції включають можливість отримання підключень до віддаленого робочого стола, можливість участі в домені Windows Server, Encrypting File System, Hyper-V і завантаження віртуального жорсткого диска, Group Policy, а також BitLocker та BitLocker To Go. Функціональність медіацентру Windows доступна лише для Windows 8 Pro як окремий пакет програмного забезпечення.
Windows 8 Enterprise
Windows 8 Enterprise надає всі можливості Windows 8 Pro (за винятком можливості інсталяції додатку медіацентру Windows), з додатковими функціями для ІТ організацій (див. Таблицю нижче). Це видання доступне клієнтам Microsoft Software Assurance, а також абонентам MSDN та Microsoft TechNet, і було випущено 16 серпня 2012 року.
Windows RT
Windows RT доступний тільки на попередньо встановлених пристроях на основі ARM, таких як планшетні ПК. Вона включаь в себе оптимізовані для сенсорного користування версії базового набору програм Office 2013 для користувачів — Microsoft Word, Excel, PowerPoint, and OneNote, а також підтримує можливості шифрування пристроїв.
Програмне забезпечення для Windows RT можна завантажити або з Microsoft Store або з sideload, хоча спочатку слід увімкнути вибіркове завантаження в Windows RT, придбавши додаткові ліцензії через мережу корпоративного ліцензування Microsoft. Програмне забезпечення для настільних ПК, яке працює на попередніх версіях Windows, не можна запускати в Windows RT оскільки програми Windows store базуються на Windows Runtime API і відрізняється від звичайних програм. Згідно з CNET, ці істотні відмінності можуть викликати питання про те, чи є Windows RT виданням Windows: У розмові з Mozilla, заступник генерального директора Microsoft Девід Хайнер повідомив, що Windows RT «більше не Windows». Головний адвокат компанії Mozilla, однак, відхилив твердження на підставі того, що Windows RT має той же інтерфейс користувача, прикладний програмний інтерфейс і механізм оновлення.
На відміну від Windows Vista і Windows 7, не існує версій Starter, Home Basic, Home Premium або Ultimate.

### Регіональні обмеження та різновиди
Всі згадані видання мають можливість використовувати мовні пакети, що дозволяє використовувати кілька мов інтерфейсу користувача. (Ця функція раніше доступна лише у Windows 7 Ultimate або Enterprise.) Однак у Китаї та в інших країнах, що розвиваються, продається версія Windows 8 без цієї можливості, яка називається Windows 8 Single Language. Це видання може бути оновлено до Windows 8 Pro.
Додаткові випуски Windows 8, спеціально призначені для європейських ринків, мають букву «N» (наприклад, Windows 8.1 Enterprise N) з суфіксом після їхніх назв і не містять пакет Windows Media Player. Корпорація Майкрософт була зобов'язана створити «N» випуски Windows після того, як у 2004 році Європейська Комісія постановила, що їй необхідно надати копію Windows без підключення Windows Media Player.
Windows 8.1 з Bing поставляється зі зниженою вартістю SKU Windows 8.1 для OEM-виробників, яка була введена в травні 2014 року. Вона була введена як спроба, спрямована на заохочення виробництва недорогих пристроїв, у той час, як «Microsoft стимулювала використання служб Microsoft Bing і OneDrive». Це заохочується пошуковою системою Bing від Microsoft, яка встановлена як стандартна в Internet Explorer, і не може бути змінена на якусь альтернативну. Це обмеження не поширюється на кінцевих користувачів, які після встановлення можуть вільно змінити пошукову систему за умовчанням. В іншому випадку він ідентичний базовому випуску.

## Оновлення
Windows 7 підтримує on-line оновлення на місці. Зауважте, що оновлення можна виконати лише з версії Windows 7 IA-32 до версії Windows 8 IA-32; x64-версію Windows 7 можна оновити лише до версії Windows 8 x64. Роздрібний пакет під назвою Windows 8 Pro Upgrade обмежувався оновленням комп'ютера з ліцензією Windows XP SP3, Windows Vista або Windows 7. Нарешті, для Windows RT не існує шляху оновлення, оскільки це єдина версія Windows, яка наразі підтримує архітектуру ARM.
| Версія Windows 7 для оновлення від | Версії Windows 8 для оновлення до | Версії Windows 8 для оновлення до | Версії Windows 8 для оновлення до |
| Версія Windows 7 для оновлення від | Core                              | Pro                               | Enterprise                        |
| ---------------------------------- | --------------------------------- | --------------------------------- | --------------------------------- |
| Enterprise                         | Ні                                | Ні                                | Так                               |
| Ultimate                           | Ні                                | Так                               | Ні                                |
| Professional                       | Ні                                | Так                               | Так                               |
| Home Premium                       | Так                               | Так                               | Ні                                |
| Home Basic                         | Так                               | Так                               | Ні                                |
| Starter                            | Так                               | Так                               | Ні                                |

In-upgrade недоступний для Windows Vista і Windows XP. Проте в Windows XP SP3 і Windows Vista RTM можна виконати чисту інсталяцію, зберігаючи особисті файли. У Windows Vista SP1 можна виконати не тільки чисту інсталяцію, а ще й зберегти системні налаштування. Незважаючи на те, що Microsoft все ще наполягає на сценарії «оновлення», користувачеві ще потрібно перевстановити всі програми, виконати необхідні дії з активації ліцензії та відновити налаштування програми.

## Таблиця для порівняння
| Характеристики                                   | Windows RT                          | Windows 8 (Core)                | Windows 8 Pro                   | Windows 8 Enterprise            |
| ------------------------------------------------ | ----------------------------------- | ------------------------------- | ------------------------------- | ------------------------------- |
| Наявність                                        | Попередньо встановлено на пристроях | Більшість каналів               | Більшість каналів               | Клієнти корпоративної ліцензії  |
| Архітектура                                      | ARM (32-bit)                        | IA-32 (32-bit) або x64 (64-bit) | IA-32 (32-bit) або x64 (64-bit) | IA-32 (32-bit) або x64 (64-bit) |
| Максимальна фізична пам'ять (ОЗУ)                | 4 GB                                | 128 GB на x64 4 GB на IA-32     | 512 GB на x64 4 GB на IA-32     | 512 GB на x64 4 GB на IA-32     |
| UEFI                                             | Так                                 | Так                             | Так                             | Так                             |
| Графічний пароль                                 | Так                                 | Так                             | Так                             | Так                             |
| Стартовий екран, семантичний зум, Live Tiles     | Так                                 | Так                             | Так                             | Так                             |
| Сенсорна клавіатура                              | Так                                 | Так                             | Так                             | Так                             |
| Мовні пакети                                     | Так                                 | Так                             | Так                             | Так                             |
| Оновлений провідник Windows                      | Так                                 | Так                             | Так                             | Так                             |
| Стандартні програми                              | Так                                 | Так                             | Так                             | Так                             |
| Історія файлів                                   | Так                                 | Так                             | Так                             | Так                             |
| Оновити та перезавантажити ОС                    | Так                                 | Так                             | Так                             | Так                             |
| Ігри                                             | Так                                 | Так                             | Так                             | Так                             |
| Режим очікування                                 | Так                                 | Так                             | Так                             | Так                             |
| Windows Update                                   | Так                                 | Так                             | Так                             | Так                             |
| Windows Defender                                 | Так                                 | Так                             | Так                             | Так                             |
| Краща підтримка декількох моніторів              | Так                                 | Так                             | Так                             | Так                             |
| Новий диспетчер задач Windows                    | Так                                 | Так                             | Так                             | Так                             |
| ISO-образ та VHD запуск                          | Так                                 | Так                             | Так                             | Так                             |
| Функції мобільного зв'язку                       | Так                                 | Так                             | Так                             | Так                             |
| Інтеграція Microsoft account                     | Так                                 | Так                             | Так                             | Так                             |
| Internet Explorer 10                             | Так                                 | Так                             | Так                             | Так                             |
| Internet Explorer 8                              | Так                                 | Так                             | Так                             | Так                             |
| Windows Store                                    | Так                                 | Так                             | Так                             | Так                             |
| Xbox Live (включаючи Xbox Live Arcade)           | Так                                 | Так                             | Так                             | Так                             |
| Exchange ActiveSync                              | Так                                 | Так                             | Так                             | Так                             |
| Snap                                             | Так                                 | Так                             | Так                             | Так                             |
| Можна підключитися до VPN?                       | Так                                 | Так                             | Так                             | Так                             |
| Стільниця                                        | Так                                 | Так                             | Так                             | Так                             |
| Підтримка multilingual User Interface            | Так                                 | Так                             | Так                             | Так                             |
| BitLocker                                        | Так                                 | With Windows 8.1                | З Windows 8.1                   | З Windows 8.1                   |
| Програми сторонніх виробників                    | Лише програми для магазину Windows  | Windows Store і робочий стіл    | Windows Store і робочий стіл    | Windows Store і робочий стіл    |
| Віддалений робочий стіл                          | Тільки клієнт                       | Тільки клієнт                   | Клієнт і хост                   | Клієнт і хост                   |
| Місця зберігання                                 | Ні                                  | Так                             | Так                             | Так                             |
| Windows Media Player                             | Ні                                  | Так                             | Так                             | Так                             |
| BitLocker та EFS                                 | Ні                                  | Ні                              | Так                             | Так                             |
| Відключення програм Windows Store                | Частково                            | Ні                              | Частково                        | Частково                        |
| Завантаження з VHD                               | Ні                                  | Ні                              | Так                             | Так                             |
| Може приєднатися до домену Windows?              | За замовчуванням вимкнено           | Ні                              | Так                             | Так                             |
| Групова політика                                 | Так                                 | Ні                              | Так                             | Так                             |
| Hyper-V                                          | Ні                                  | Ні                              | 64-bit тільки SKU               | 64-bit тільки SKU               |
| AppLocker                                        | Ні                                  | Ні                              | Ні                              | Так                             |
| Windows To Go                                    | Ні                                  | Ні                              | Ні                              | Так                             |
| DirectAccess                                     | Ні                                  | Ні                              | Ні                              | Так                             |
| BranchCache                                      | Ні                                  | Ні                              | Ні                              | Так                             |
| Може бути віртуалізований за допомогою RemoteFX? | Ні                                  | Ні                              | Ні                              | Так                             |
| Сервіс для Network File System                   | Ні                                  | Ні                              | Ні                              | Так                             |
| Interix                                          | Ні                                  | Ні                              | Ні                              | Застаріло                       |
| Windows Media Center                             | Ні                                  | через плагін                    | через плагін                    | Ні                              |
| Microsoft Office додатки, що постачаються в ОС   | Так                                 | Ні                              | Ні                              | Ні                              |
| Характеристики                                   | Windows RT                          | Windows 8 (Core)                | Windows 8 Pro                   | Windows 8 Enterprise            |

## Замітки
1. ↑  Включає пошту, календар, люди, повідомлення, фотографії, читання, музику, відео, Bing, погоду, спорт, новини, фінанси, камеру, подорожі, карти та OneDrive
2. ↑  BitLocker, функція, введена в Windows Mobile 6.5, шифрує вміст мобільного пристрою для підвищення їх безпеки.[24]
3. ↑  AppLocker примушує додавати "білий" список або чорні списки в корпоративному середовищі. Іншими словами, він може бути використаний для дозволу або заборони виконання програм на основі імені, номера версії або видавця.[28]
4. ↑  BranchCache, особливість Windows 7 і пізніше, локально кешує вміст, отриманий з файлового сервера або вебсервера, щоб забезпечити більш швидке використання.[29]
5. ↑  Оновлення Windows 8 до Windows 8 Pro.[5]
6. ↑  Включає Word, Excel, PowerPoint, та OneNote RT.  Windows 8.1 включає Outlook.